# Caroline Fèvre
Caroline Fèvre, est une mezzo-soprano française née le 25 septembre 1965 à Agen (Lot-et-Garonne).

## Biographie
C'est  au Conservatoire Royal de Wallonie qu'après des études de piano, Caroline Fèvre étudie le chant avec José Van Dam et Jane Berbié. Puis elle débute en 1997, à l'Opéra-Comique, dans le rôle de Mrs Coyles (Owen Wingrave de Britten), en création française, mise en scène de Pierre Barrat.
Par la suite, elle se produit sur de multiples scènes, que ce soit en France (Grand Théâtre de Limoges, Grand Théâtre de Reims, Opéras d'Avignon, Bordeaux, Massy, Montpellier, Nantes-Angers, Nice, Saint-Étienne, Toulon, Toulouse, Vichy, Opéra national du Rhin…) ou à l'étranger (Opéra Royal de Wallonie, Opéra de Monaco, Opéra de Zürich, Tokyo Play House…). Ève Ruggieri l'invite en 2002 pour la soirée d'ouverture du festival « Escales Méditerranées » à Cassis pour Il viaggio a Reims de Rossini.
Sa voix, son physique élancé et son tempérament de comédienne en font l'interprète privilégiée des rôles de travestis. C'est ainsi qu'elle a été Orlofsky dans Die Fledermaus et Nicklausse dans Les Contes d'Hoffmann d'Offenbach (Avignon, respectivement en 2008 et 2009), Pippo dans La gazza ladra de Rossini (Massy en 2008), Lazuli dans L'Étoile d'Emmanuel Chabrier (Toulon en 2003) ou encore Stephano dans Roméo et Juliette (Opéra national du Rhin en 2000) et qu'elle incarne régulièrement Oreste dans La Belle Hélène d'Offenbach (Toulouse en 2007, Nantes en 2008, Opéra national du Rhin en 2010), Siebel dans  Faust de Gounod (en 2003 à Avignon, en 2006 à Vichy, à Reims et à l'Opéra Royal de Wallonie, en 2007 à Zürich et 2009 à Montpellier) ou encore Cherubino dans Le nozze di Figaro (Avignon, Toulon, Reims, Vichy, Tours). 
Pour autant, elle s'illustre également dans des rôles féminins, comme Dorabella dans Cosi fan tutte (Limoges en 2001), Javotte dans Manon (Limoges en 2001, Nice en 2008), Dryade dans Ariadne auf Naxos (Toulon en 2004) ou encore la 2e Dame de La Flûte enchantée en 2010 à l'Opéra de Bordeaux (direction musicale Darrell Ang et mise en scène Laura Scozzi) et de Nuremberg (direction musicale Christof Prick). Son mezzo colorature lui permet aussi d'aborder des personnages comme Rosina dans Il barbiere di Siviglia (Tours, 2006).
Attirée également par la musique baroque, elle a chanté en mai 2010 avec l'Ensemble baroque de Toulouse pour Judas Maccabeus de Haendel.

## Vidéographie
Don Quichotte de Jules Massenet, direction Alain Guingual, mise en scène Piero Faggioni, La Voce Inc.